# ETCS-Halttafel

ETCS-Halttafel (Variante für ein rechts der Abbildung liegendes Gleis)

Symbol für ETCS-Halttafeln (in Rechtsaufstellung) in sicherungstechnischen Lageplänen in Deutschland

Die ETCS-Halttafel (DB-Schreibweise ETCS-Halt-Tafel), in der Schweiz ETCS-Haltsignal, englisch ETCS Stop Marker, ist ein zusammen mit dem Zugbeeinflussungssystem European Train Control System (ETCS) verwendetes Eisenbahnsignal. Sie kennzeichnet stets die Stelle, an denen Züge in ETCS-Betriebsart Staff Responsible (SR) zu halten haben. Weitere Bedeutungen sind bei verschiedenen Bahnen unterschiedlich geregelt.
Die Fahrt in SR stellt eine Rückfallebene dar, wenn keine normale ETCS-Fahrterlaubnis erteilt werden kann. Ersatzweise wird die Fahrt per Befehl zugelassen, diese ist dann bis zur nächsten Halttafel erlaubt.

## Europäische Spezifikation

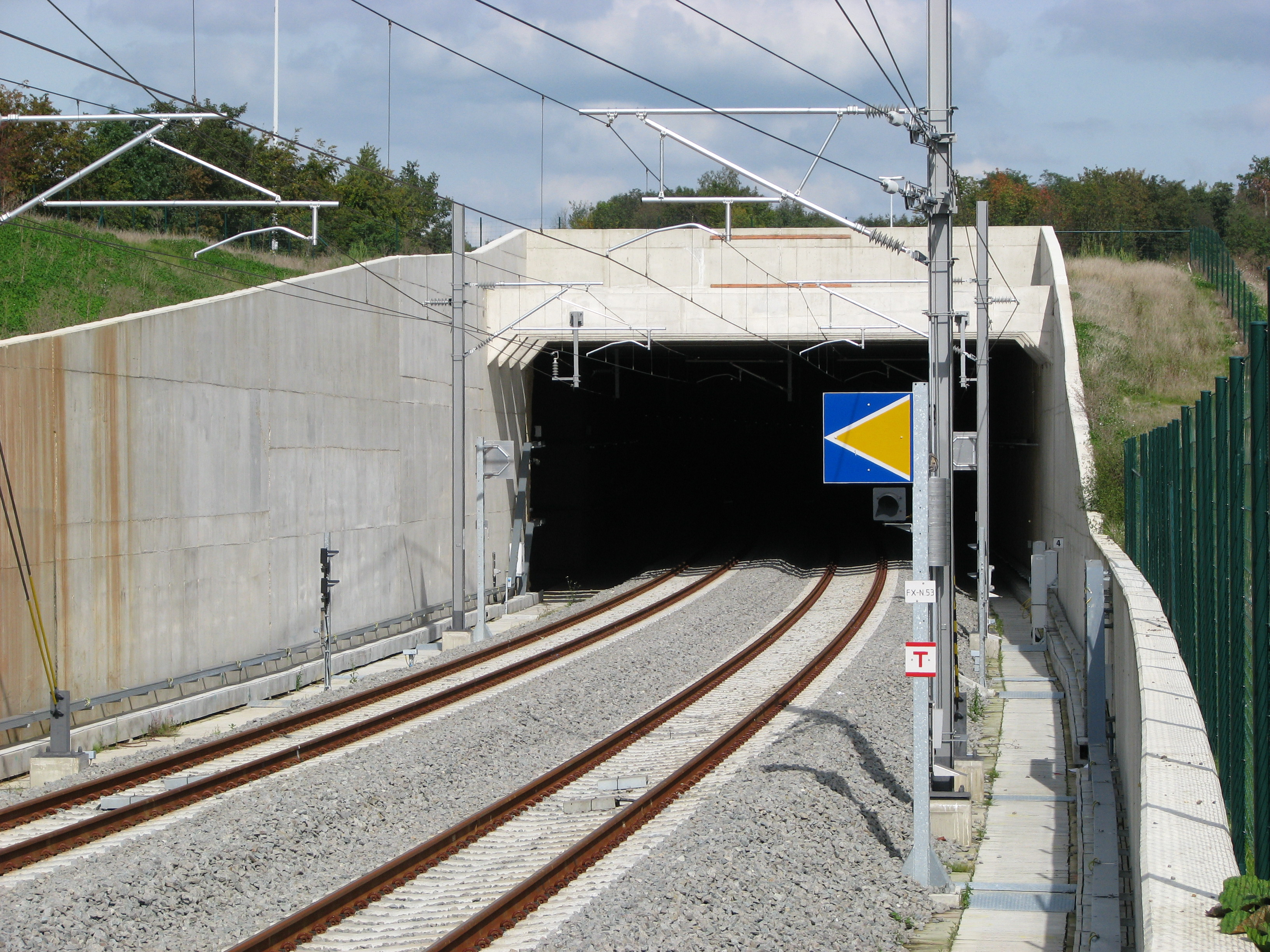
Alte Form der ETCS-Halttafel an einer Strecke in Belgien

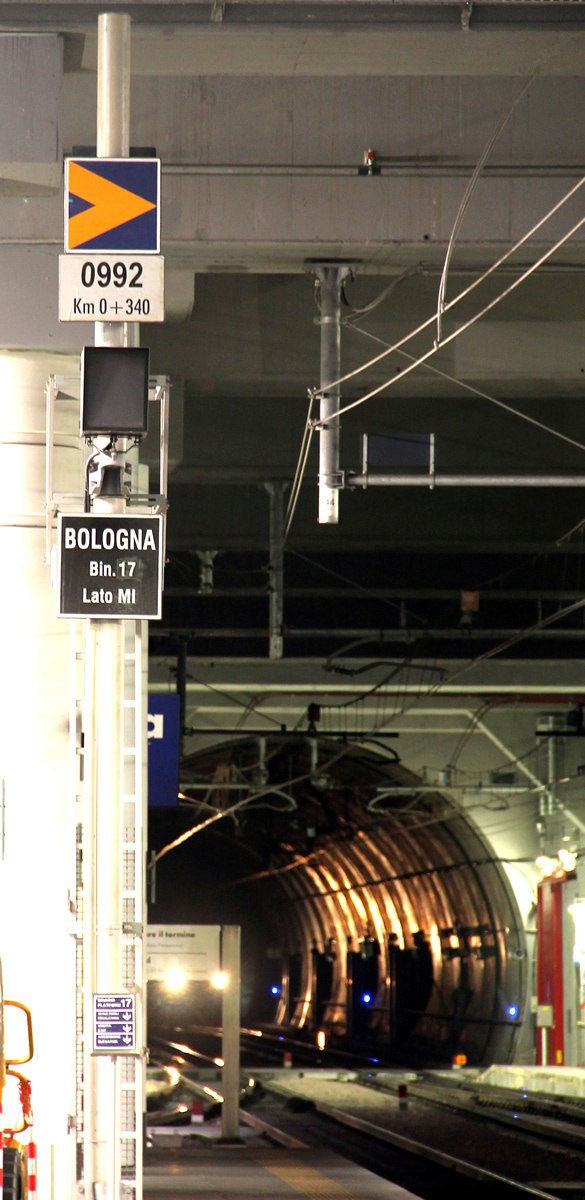
Alte Form der ETCS-Halttafel in Italien

Zunächst war die Spezifikation einer einheitlichen ETCS-Halttafel noch offen. In ETCS-Level-2-Projekten in Belgien, den Niederlanden und in der Schweiz wurden Halttafeln in Anlehnung an das Blockabschnittssignal des französischen Systems TVM mit einem gelben Dreieck auf blauem Grund eingesetzt, in Italien wurde ein oranger Winkel auf blauem Grund genutzt. Bei Level-2-Projekten in Deutschland und Spanien wurde wegen der Doppelausrüstung mit Lichtsignalen ganz auf eine ETCS-Halttafel verzichtet.
Eine einheitliche ETCS-Halttafel wurde 2006 von der ERTMS Users Group spezifiziert. Zusammen mit der ETCS-Version 2.3.0 wurde diese Spezifikation über die TSI CCS als verbindlich erklärt. Die Tafel zeigt einen gelben Pfeil auf blauem Grund. Die Tafel darf rechts, links oder über dem Gleis angeordnet werden. Der Pfeil zeigt dabei immer in Richtung des Gleises, auf das sich die Tafel bezieht. Festgelegt sind die relative Größe, die Farben und die retroreflektierenden Eigenschaften. Die absolute Größe ist nicht standardisiert. Jede ETCS-Halttafel soll eine gut sichtbare eindeutige Bezeichnung erhalten. Die Gestaltung des Bezeichnungsschilds ist ebenfalls nicht normiert.
2008 wurde ein inhaltlich sehr ähnlicher Entwurf einer Europäischen Norm veröffentlicht, diese wurde letztlich jedoch nicht verabschiedet. 2015 wurde die Europäische Norm EN 16494 verabschiedet, welche weitere Eigenschaften der Tafel festlegt und zudem das Blockkennzeichen und einige Fahrleitungssignale standardisiert. Zudem wird darin eine minimale Kantenlänge der ETCS-Halttafel auf Hochgeschwindigkeitsstrecken von 500 mm und eine maximale Kantenlänge der ETCS-Halttafel auf konventionellen Strecken von 900 mm bestimmt.
Die grundlegende betriebliche Anwendung in der Rückfallebene Betriebsart SR wurde 2005 europäisch spezifiziert, das entsprechende Dokument wurde später fortgeschrieben und als Anlage A in die TSI OPE aufgenommen. Züge in SR haben an ETCS-Halttafeln zu halten, eine Vorbeifahrt erfordert einen schriftlichen Befehl.
Von der ERA wurde 2018 eine Empfehlung zur Anwendung von ETCS-Halttafeln und weiteren Tafeln herausgegeben. Diese sieht die Anwendung von ETCS-Halttafeln oder Blockkennzeichen zur Kennzeichnung von Orten vor, an denen ETCS-Fahrterlaubnisse enden. Damit wird insbesondere bei Anwendung eines Release Speeds der Triebfahrzeugführer dabei unterstützt, den genauen Ort zu erkennen. ETCS-Halttafeln sind dabei dort vorzusehen, wo besondere Gefahrpunkte zu schützen sind, beispielsweise Weichen oder Kreuzungen mit feindlichen Fahrstraßen. Blockkennzeichen dürfen ohne Fahrterlaubnis passiert werden, ETCS-Halttafeln nicht.

## Deutschland
In Deutschland wurde die ETCS-Halttafel per Bescheid des Eisenbahn-Bundesamts (EBA) zum 14. Juni 2011 als Nebensignal Ne 14 („ETCS-Halt-Tafel“) mit vorübergehender Gültigkeit eingeführt. Dabei wird zwischen einer kleinen und einer großen Bauform unterschieden. Im Vorgriff auf eine beabsichtigte Änderung der Eisenbahn-Signalordnung wurde zum 1. Juli 2018 die Bedeutung der ETCS-Halttafel im Regelwerk der Deutschen Bahn vereinheitlicht. Wird die ETCS-Halttafel nicht am Standort eines Hauptsignals aufgestellt, gebietet sie Halt für Züge, die nicht in den ETCS-Betriebsarten Full Supervision (FS) oder On Sight (OS) verkehren. Daneben gebietet sie Halt für Rangierfahrten. Seit Dezember 2020 stellt sie auch für Kleinwagenfahrten ein Haltsignal dar. ETCS-Halttafeln in der heutigen Form wurden in Deutschland erstmals an dem 2015 mit ETCS in Betrieb genommenen Projekt der Neubaustrecke Erfurt–Leipzig/Halle aufgestellt.
Auf Strecken mit ortsfesten Signalen und ETCS Level 2 wird die Tafel jeweils am Standort eines Hauptsignals oder Zugdeckungssignals angebracht. ETCS-Halttafeln werden dabei an allen Signalen angebracht, welche eine Balisengruppe mit dem Paket „Stop if in SR“ (Halt für Züge in Betriebsart SR) erhalten. Dadurch wird in besonderen Planungsfällen auch das erste Hauptsignal nach dem eigentlichen ETCS-Level-2-Ausrüstungsbereich mit einer ETCS-Halttafel ausgerüstet. Auf Strecken mit ETCS Level 2 ohne Hauptsignale (genannt „L2oS“) steht die Halttafel jeweils allein und kennzeichnet den Standort eines virtuellen Hauptsignals. Sie kann dabei auch die Funktion eines Einfahrsignals übernehmen und somit die Grenze eines Bahnhofs darstellen. ETCS-Halttafeln sind zur Deckung von Weichenbereichen, Bahnübergängen (Hp-Anlage), zur Absicherung von Stellorten einer Heißläuferortungsanlage sowie als Tunnelportalsignal eines TBV-Systems erforderlich. Demgegenüber werden virtuelle Blocksignale, welche lediglich der Sicherung der Zugfolge dienen, nur mit einem Blockkennzeichen gekennzeichnet.
ETCS-Halttafeln dürfen laut Regelzeichnung in verschiedenen Varianten an allein stehenden Masten, an Signalmasten, an Signalauslegern, an Fahrleitungsmasten oder an der Tunnelwand befestigt werden. Bei vorhandenen ETCS-Halttafeln dürfen Kilometrierungszeichen bis zu 100 m vor oder hinter der ETCS-Halttafel nicht rückstrahlend sein (außer Reflektorzeichen zur Notbremsüberbrückung). Bei Fahrleitungsmasten mit Abspanngewichten ist die uneingeschränkte Sichtbarkeit aufgrund der Abspanngewichte zu prüfen. Bei alleinstehenden ETCS-Halttafeln wird in Deutschland nach manchen Angaben eine Mindestsignalsicht von 80 m gefordert.
Die ETCS-Halttafel wirkt nicht flankenschutzgebend.[veraltet] Auf Strecken ohne Lichthauptsignale wird der Flankenschutz an ETCS-Halttafeln nur indirekt, durch Mitwirkung des RBC und in den Betriebsarten FS und OS, sichergestellt. Vor einem Wechsel in andere Betriebsarten hat der Fahrdienstleiter mögliche Flankenschutzverletzungen zu prüfen, falls der betroffene Zug den Gleisabschnitt vor einer ETCS-Halttafel belegt.
In einer Untersuchung von 2021 rechnete die Deutsche Bahn mit Kosten von 2000 Euro je ETCS-Halttafel.

## Dänemark
In Dänemark gelten die ETCS-Halttafeln für Zug- und Rangierfahrten. Es ist auch die Ausrüstung von Prellböcken mit ETCS-Halttafel vorgesehen. Wenn ETCS-Halttafeln im Vorgriff auf eine ETCS-Level-2-Inbetriebnahme in Bereichen mit konventioneller Signalisierung aufgestellt sind, haben sie keine Bedeutung. Davon ausgenommen sind ggf. besondere Probefahrten.

## Großbritannien
In Großbritannien war vorgesehen, dass ETCS-Halttafeln mit einer „Passable Plate“ gekennzeichnet werden können. An den so gekennzeichneten ETCS-Halttafeln war es zulässig ohne Befehl mit der Funktion Override vorbei und in der Betriebsart ETCS weiterzufahren. Diese Funktion wurde jedoch 2013 wieder abgeschafft.

## Italien
In Italien wird sowohl die alte, nicht standardisierte Tafel als auch die europäisch normierte Tafel verwendet. An ETCS-Halttafeln, die virtuelle Ausfahrsignale kennzeichnen, wird eine schwarze Tafel mit dem Namen des Bahnhofs, der Bezeichnung des Gleises und der Fahrtrichtung angebracht. Die ETCS-Halttafeln werden jeweils durch zwei Baken angekündigt.

## Niederlande
In den Niederlanden werden je nach Strecke die aus dem TVM-System entlehnten Halttafeln oder die europäisch genormten Tafeln eingesetzt. Die ETCS-Halttafeln können durch drei reflektierende weiße Baken angekündigt werden. Für Level-1-Strecken ist die Ausrüstung mit einem weißen Licht vorgesehen, welches anzeigt, ob ab diesem Signal eine ETCS-Fahrterlaubnis besteht.

## Norwegen
ETCS-Halttafeln werden in Norwegen zur Kennzeichnung von Start- und Zielpunkt von Zugstraßen eingesetzt. Die Tafeln sollen mit einer Sichtbarkeit von 150 m aufgestellt werden, die Sichtbarkeit muss mindestens 56 m betragen. Wenn die Sollsichtbarkeit nicht hergestellt werden kann, wird eine Ankündigungsbake aufgestellt. Auch Prellböcke werden mit einer ETCS-Halttafel ausgerüstet. ETCS-Halttafeln können als Flankenschutz bietende Signale genutzt werden.
Ursprünglich war die Verwendung von 70 cm großen ETCS-Halttafeln vorgesehen, bzw. bei beengten Platzverhältnissen 40 cm große Tafeln. Seit 2020 werden ausschließlich 40 cm große Tafeln eingesetzt.

## Schweden
Die ETCS-Halttafel ersetzt auf Strecken mit ETCS Level 2 oder 3 Lichthauptsignale. Die ETCS-Halttafel gilt für Zug-, Sperr- und Rangierfahrten. Für Rangierfahrten kann die Vorbeifahrt durch ein am gleichen Ort angebrachtes Rangiersignal zugelassen werden.
Bis 160 km/h kann die ETCS-Halttafel als Flankenschutz verwendet werden. Die Sichtbarkeit auf die ETCS-Halttafel soll 200 m und muss mindestens 50 m betragen. Bei einer Sichtbarkeit von weniger als 100 m wird die Tafel durch ein 200 m vorher aufgestelltes Orientierungszeichen angekündigt.

## Schweiz
In der Schweiz wurden die ETCS-Halttafeln zunächst als „Merktafel Hauptsignal“ bezeichnet und zum 1. Juli 2015, in Anlehnung an den europäischen Begriff, in „ETCS-Haltsignal“ geändert. ETCS-Haltsignale sind durch Rangierbewegungen in Rangierbereichen nicht zu beachten. Die ursprünglich angewendeten, nicht normierten Halttafeln wurden wegen der Verwechslungsgefahr mit den Blockabschnittstafeln des französischen TVM-Zugbeeinflussungssystems durch die standardisierte Form ersetzt.

## Galerie

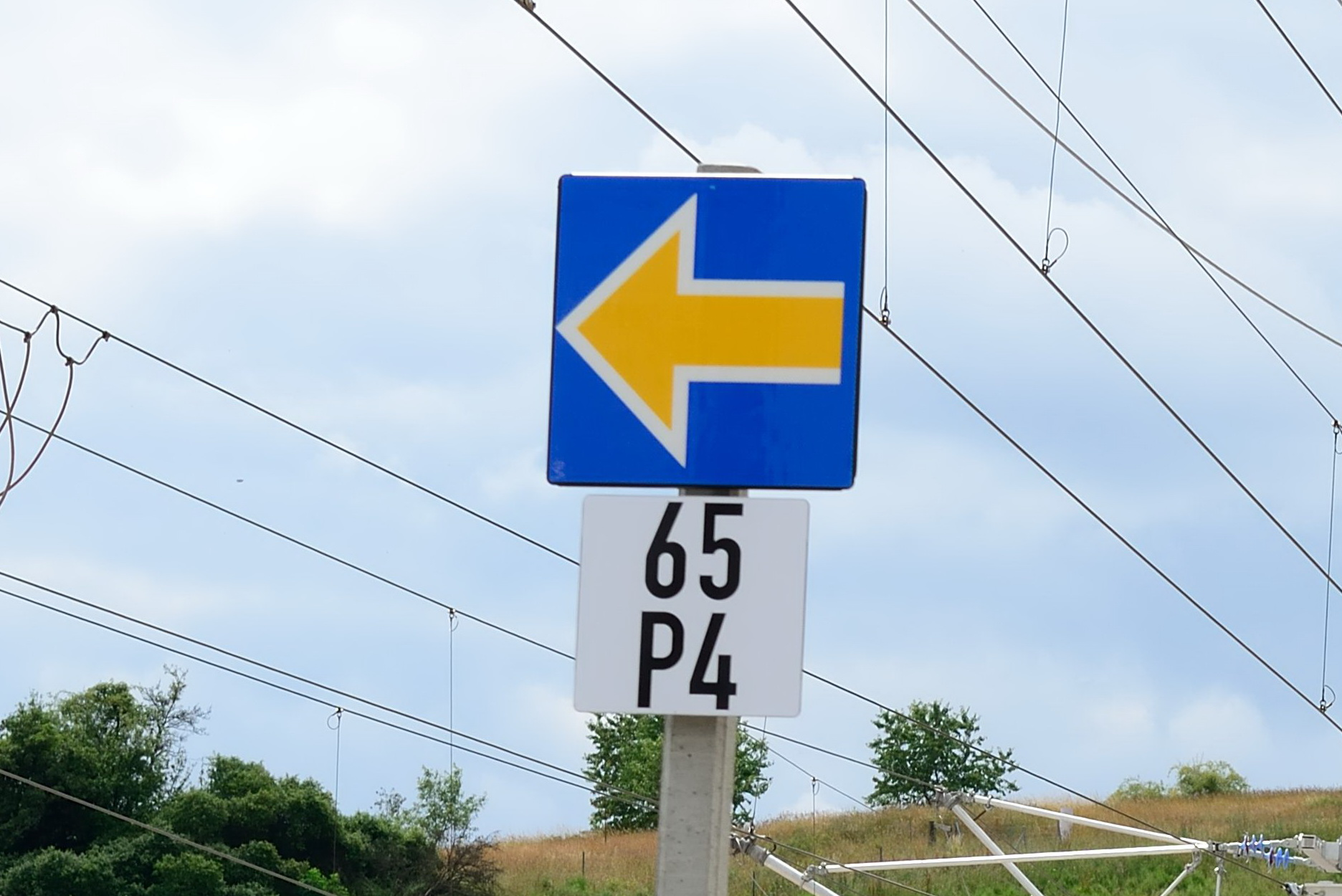
Eine alleinstehende ETCS-Halttafel (auf einer Strecke ohne Hauptsignale)
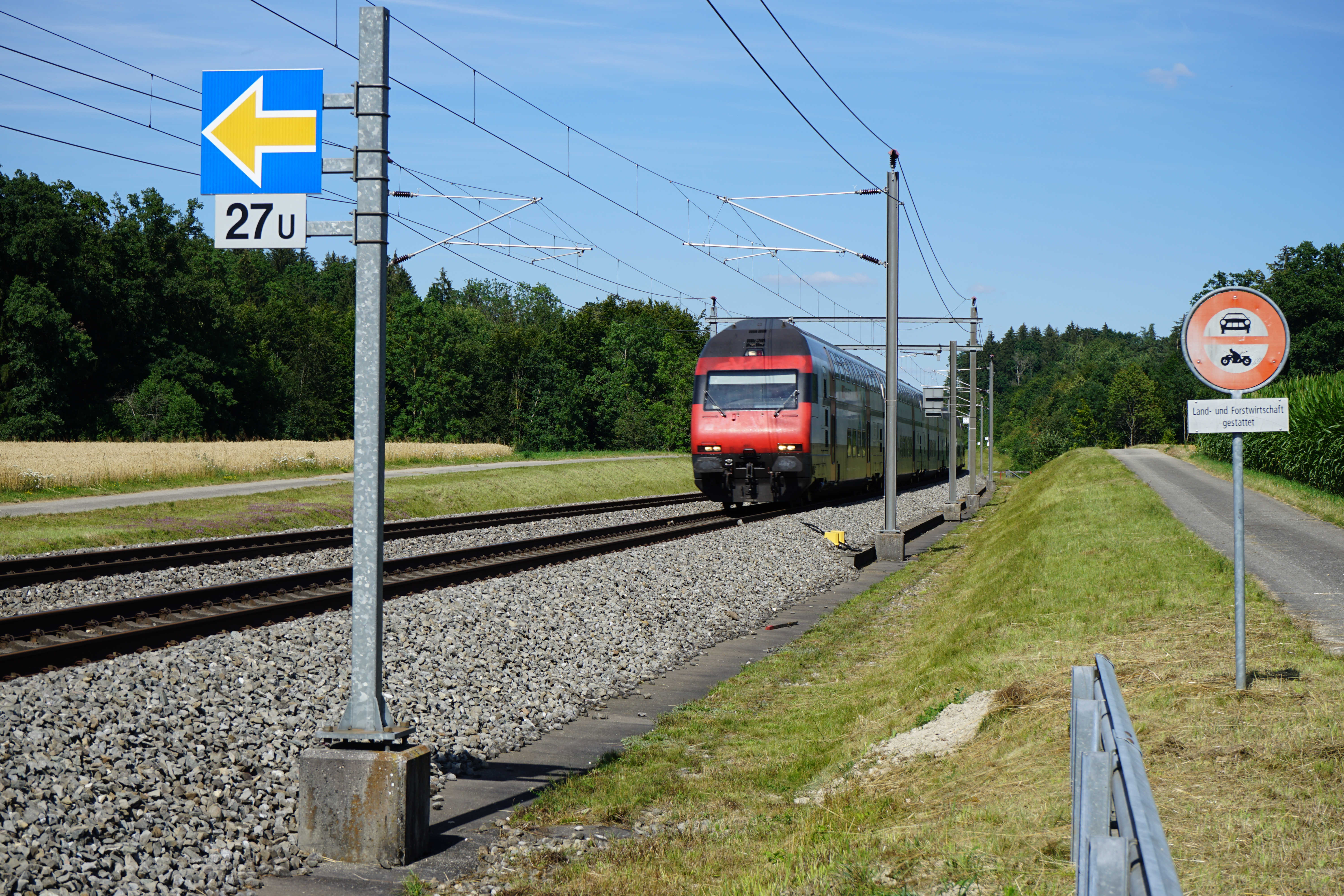
ETCS-Halttafel auf einer Bahnstrecke in der Schweiz
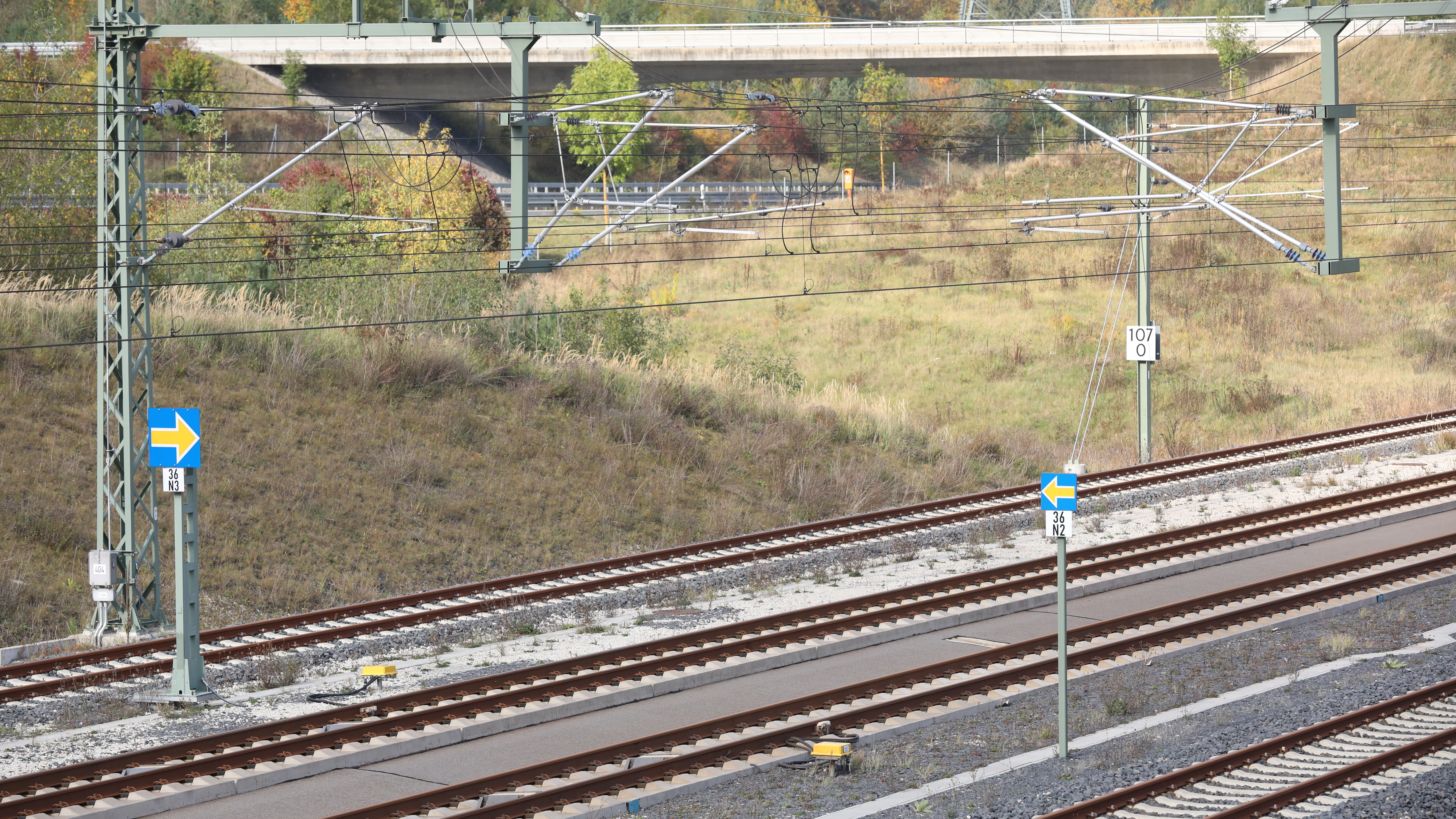
ETCS-Halttafeln in großer (links) und kleiner Bauform (rechts)
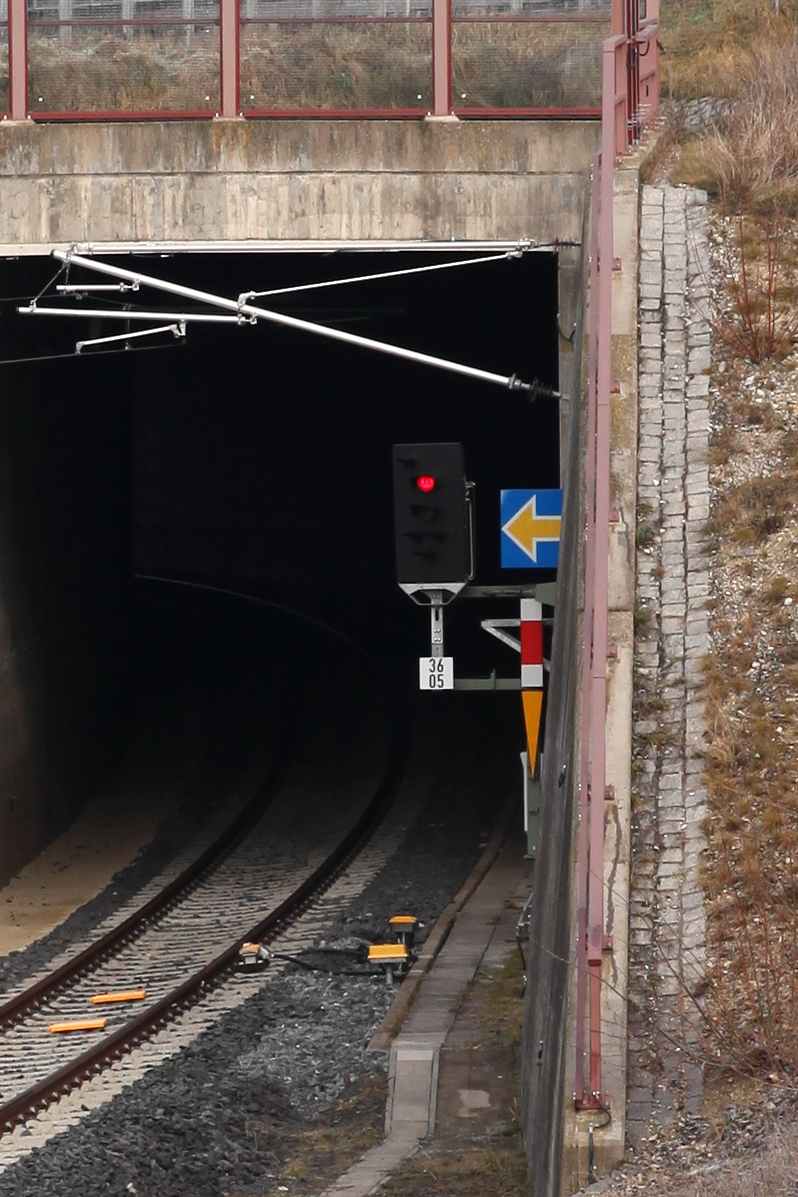
ETCS-Halttafel an einem deutschen Ks-Hauptsignal
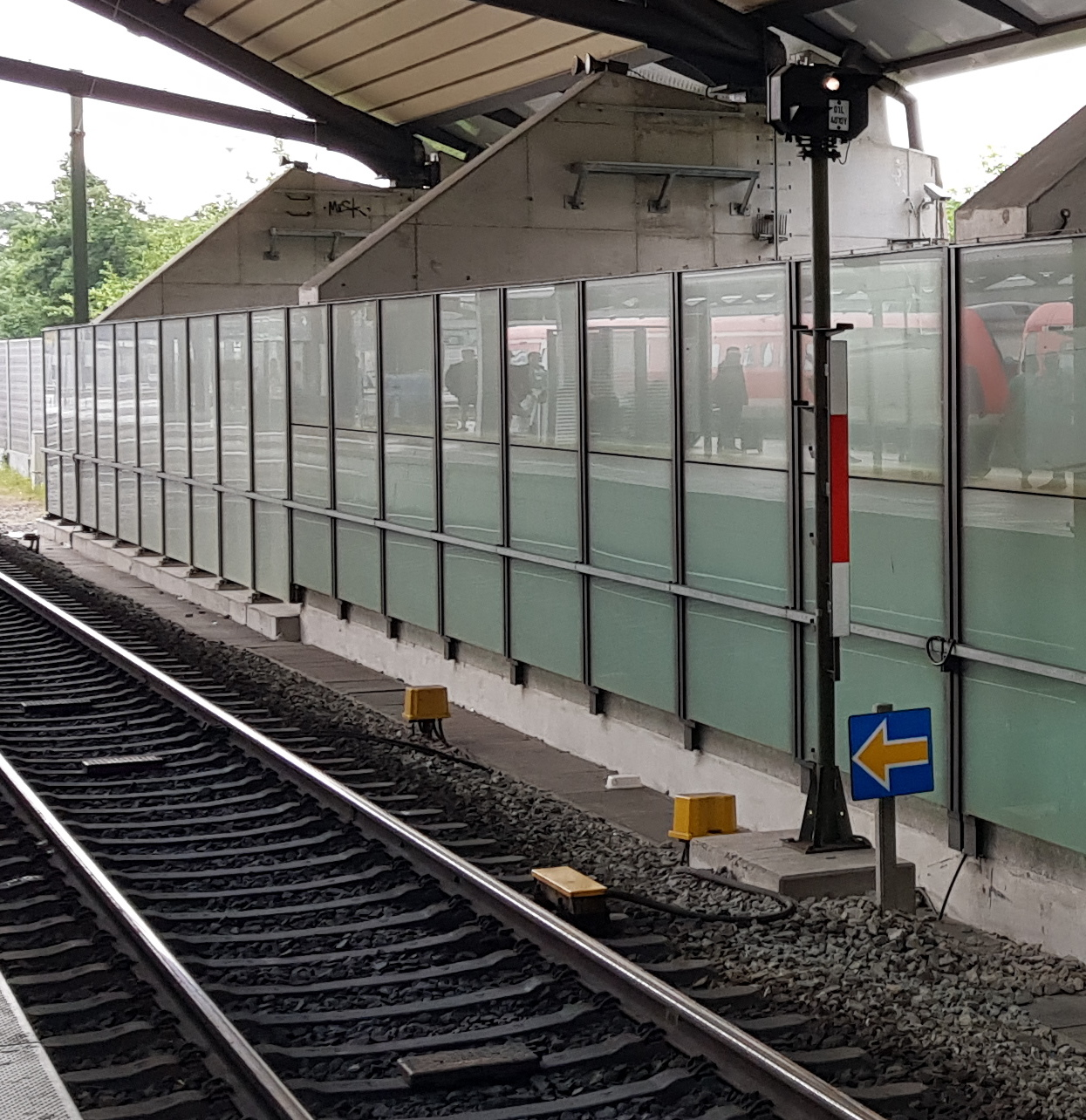
ETCS-Halttafel an einem Zugdeckungssignal im Bahnhof Erfurt Hbf
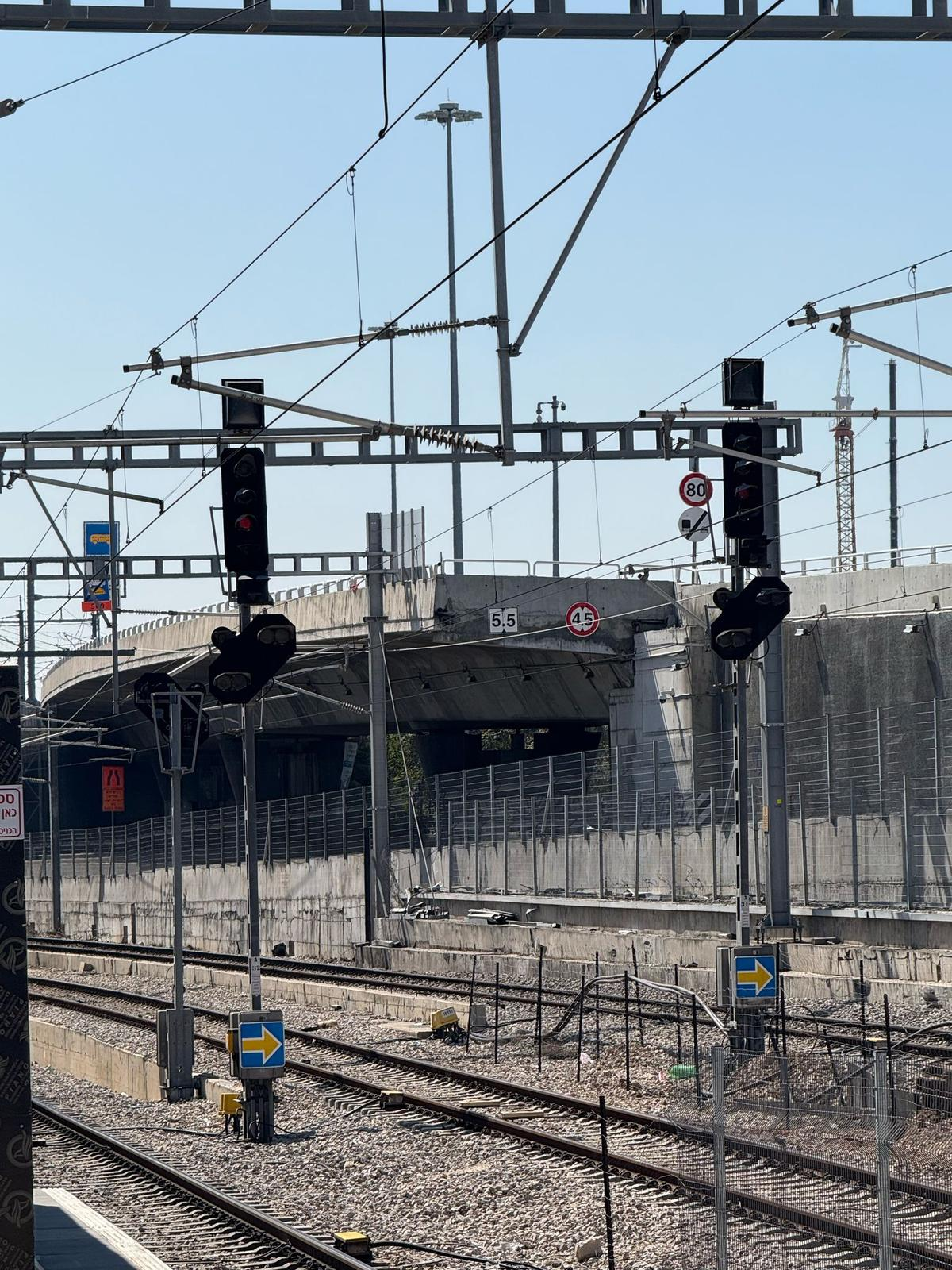
ETCS-Halttafel in Tel Aviv Ha'Hagana, Israel